# Faza międzymetaliczna

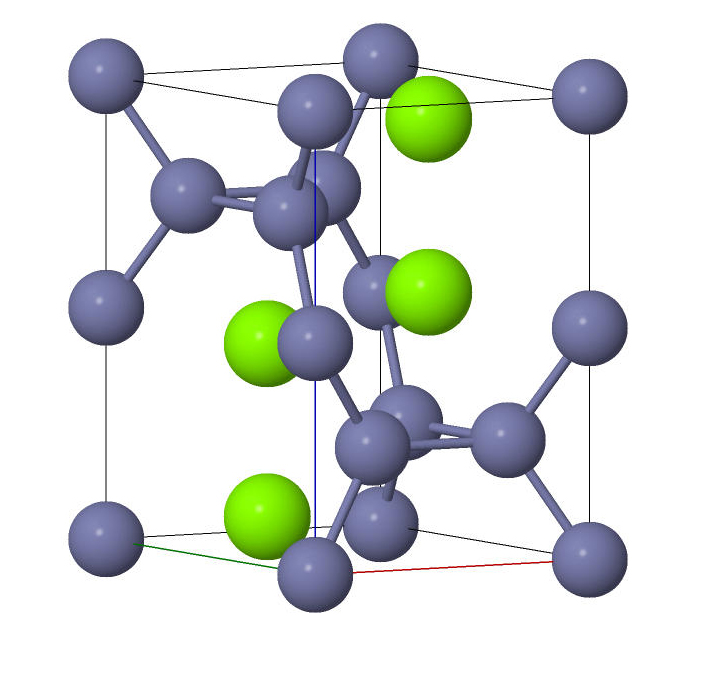
Komórka elementarna MgZn_{2}
Mg
Zn

Faza międzymetaliczna – to faza stała, której sieć krystaliczna i właściwości są pośrednie między roztworem stałym i związkiem chemicznym. 
Cechy charakterystyczne:
- struktura fazy międzymetalicznej różni się od struktury każdego z jej składników
- atomy każdego ze składników są rozmieszczone równomiernie, uporządkowane w skali międzyatomowej (np. Fe3C)
- występuje przewaga wiązania metalicznego
- wzajemne ilości składników nie wynikają z wartościowości chemicznej

Fazy międzymetaliczne mogą być trwałe przy składzie stechiometrycznym lub zbliżonym, jako wtórne roztwory stałe – różnowęzłowe, międzywęzłowe lub pustowęzłowe. W takim wypadku występuje nadmiar któregoś ze składników, ale struktura krystaliczna fazy zostaje zachowana. Pojawiają się natomiast defekty, np. wakanse.